# Йоганн Зіннгубер
Йоганн Зіннгубер (нім. Johann Sinnhuber; 27 березня 1887, маєток Вількошен, Гумбіннен — 23 жовтня 1979, Аугсбург) — німецький воєначальник, генерал артилерії вермахту. Кавалер Лицарського хреста Залізного хреста.

## Біографія
Син землевласника Едуарда Зіннгубера і його дружини Августи, уродженої Аккерманн. З 17 квітня 1907 по 17 грудня 1908 року служив в Прусській армії. Після початку Першої світової війни 21 серпня 1914 року повернувся на службу. Після демобілізації армії залишений в рейхсвері. З 1 серпня 1933 року — командир 2-го батальйону 3-го артилерійського полку, з 1 жовтня 1934 року — 21-го артилерійського полку, з 1 березня 1938 року — 18-го артилерійського командування, з 21 травня 1940 по 1 травня 1943 року — 28-ї піхотної (з 1 грудня 1941 року — легкої, з 1 липня 1942 року — єгерської) дивізії, з 10 липня 1943 по 1 вересня 1944 року — 82-го армійського корпусу, після чого відправлений в резерв ОКГ. 15 листопада 1944 року постав перед Імперським військовим судом. На початку 1945 року всі звинувачення були зняті. 25 березня 1945 року призначений комендантом оборони Гамбурга, проте призначення не вступило в силу. 2 квітня відряджений в командний штаб Північного узбережжя, проте 6 квітня знову відправлений в резерв ОКГ. 12 квітня відряджений в штаб групи армій «E» для проходження підготовки генерала частин порядку. В травні був взятий в полон американськими військами. В 1947 році звільнений.

## Сім'я
21 квітня 1922 року одружився з Лоттою Прціклінг. В 1923 році в пари народилась дочка.

## Звання
- Фанен-юнкер (17 квітня 1907)
- Лейтенант (18 серпня 1908; патент від 17 вересня 1906)
- Оберлейтенант резерву (1 лютого 1915)
- Оберлейтенант (22 березня 1915)
- Гауптман (27 січня 1918)
- Майор (1 червня 1929)
- Оберстлейтенант (1 жовтня 1933)
- Оберст (1 вересня 1935)
- Генерал-майор (1 квітня 1939)
- Генерал-лейтенант (1 квітня 1941)
- Генерал артилерії (1 жовтня 1943)

## Нагороди
- Залізний хрест
  - 2-го класу (10 жовтня 1914)
  - 1-го класу
- Хрест «За військові заслуги» (Австро-Угорщина) 3-го класу з військовою відзнакою (29 грудня 1917)
- Королівський орден дому Гогенцоллернів, лицарський хрест з мечами (15 квітня 1918)
- Пам'ятна військова медаль (Угорщина) з мечами (11 березня 1933)
- Почесний хрест ветерана війни з мечами
- Пам'ятна військова медаль (Австрія) з мечами (9 січня 1935)
- Медаль «За вислугу років у Вермахті» 4-го, 3-го, 2-го і 1-го класу (25 років)
- Застібка до Залізного хреста
  - 2-го класу (25 вересня 1939)
  - 1-го класу (30 вересня 1939)
- Лицарський хрест Залізного хреста (5 липня 1941)
- Медаль «За зимову кампанію на Сході 1941/42» (4 липня 1942)
- Кримський щит (23 серпня 1942)
- Німецький хрест в золоті (27 серпня 1942)
- Штурмовий піхотний знак в сріблі (2 жовтня 1942)
- Орден Зірки Румунії, великий офіцерський хрест (13 березня 1943)
- Орден Святого Йоанна (Бранденбург), почесний знак